# 7+3 (химиотерапия)
«7+3» (или «3+7») в контексте химиотерапии — это принятый в онкогематологии акроним для режима химиотерапии, который наиболее часто используется в качестве индукционной терапии первой линии (то есть с целью вызвать ремиссию) при остром миелоидном лейкозе, за исключением острого промиелоцитарного лейкоза, который лечат по другим схемам, включающим ATRA (полностью транс-ретиноевую кислоту) и/или триоксид мышьяка и при котором обычно требуется меньший объём химиотерапии (если она вообще требуется).
Название «7+3» происходит от стандартной продолжительности данного курса химиотерапии, который состоит из 7-дневного непрерывного внутривенного введения стандартных доз цитарабина и трёх дней болюсного введения антрациклинового антибиотика или антрацендиона, обычно даунорубицина (однако даунорубицин может быть заменен на доксорубицин или на идарубицин либо на митоксантрон).

## Режим дозирования

### Стандартные дозыцитарабинаплюсдаунорубицин(режим DA или DAC)
| Лекарство    | Доза             | Режим введения                                      | Дни     |
| ------------ | ---------------- | --------------------------------------------------- | ------- |
| Цитарабин    | 100-200 мг/м2    | Непрерывная внутривенная инфузия в течение 24 часов | Дни 1-7 |
| Даунорубицин | (45) 60-90 мг/м2 | Внутривенно болюсно                                 | Дни 1-3 |

### Стандартные дозыцитарабинаплюсидарубицин(режим IA или IAC)
| Лекарство  | Доза          | Режим введения                                      | Дни     |
| ---------- | ------------- | --------------------------------------------------- | ------- |
| Цитарабин  | 100-200 мг/м2 | Непрерывная внутривенная инфузия в течение 24 часов | Дни 1-7 |
| Идарубицин | 12 мг/м2      | Внутривенно болюсно                                 | Дни 1-3 |

### Стандартные дозыцитарабинаплюсмитоксантрон(режим MA или MAC)
| Лекарство    | Доза          | Режим введения                                      | Дни          |
| ------------ | ------------- | --------------------------------------------------- | ------------ |
| Цитарабин    | 100-200 мг/м2 | Непрерывная внутривенная инфузия в течение 24 часов | Дни 1-7      |
| Митоксантрон | 7 мг/м2       | Внутривенная инфузия                                | Дни 1, 3 и 5 |

### Интенсифицированные версии
В попытках повысить эффективность химиотерапии режимом «7+3», были предприняты попытки его интенсификации. В частности, делались попытки удлинить (пролонгировать) курс, увеличив продолжительность введения цитарабина с 7 до 10 дней или продолжительность введения антрациклинового антибиотика с 3 до 4-5 дней. Однако это не привело к возрастанию эффективности терапии, но привело к повышению её стоимости и токсичности, частоты осложнений.
С другой стороны, были сделаны попытки с целью снижения токсичности режима укоротить курс или снизить дозу. Однако было показано, что это приводит к снижению эффективности терапии.
Делались также попытки добавления различных дополнительных химиотерапевтических агентов. При этом было показано, что добавление винка-алкалоидов, таких, как винкристин, винбластин, приводит к снижению эффективности терапии, так как винка-алкалоиды значительно сильнее действуют на лимфоидные клетки (и в том числе на Т-клеточный противоопухолевый иммунитет пациента), чем на миелоидные клетки, в которых они быстро инактивируются ферментом миелопероксидазой. Кроме того, оказалось, что винка-алкалоиды вызывают в миелоидных клетках остановку клеточного цикла в такой фазе, которая делает их менее чувствительными к цитарабину и антрациклиновым антибиотикам — основным эффективным при ОМЛ цитостатикам.
Аналогичным образом, оказалось бесполезным добавление метотрексата, глюкокортикоидов (типа преднизолона) или алкилирующих препаратов типа циклофосфамида, мелфалана.
Однако некоторые сочетания оказались эффективными и целесообразными. Так, добавление этопозида привело к рождению режима ADE (или DAE). Добавление тиогуанина привело к появлению режима DAT.